# خسف (جيولوجيا)

الخَسْف (الجمع: خُسُوف) أو الخندق الانخسافي أو هبوط الصدع أو الانهدام (بالإنجليزية: Rift) في علم الجيولوجيا، هو مساحة مستقيمة تتحرَّك عندها القشرة الأرضية والغلاف الصَّخري باتجاهين مُتعَاكسين، وهي مثال على الحركات التكتونيَّة البنَّاءة.
من المظاهر النموذجيَّة للصدوع ظهور منخفضات خطيَّة مَفلوقة، أو ما يُسمَّى الخسفات، وهي شقوق في الأرض تحدثُ فيها انهيارات وتصدُّعات على جانب واحدٍ من الشقِّ فقط. عندما يبقى مستوى الخسف فوق مستوى سطح البحر، يتشكلَّ واد متصدع، ويُمكن أن يمتلئ هذا الوادي بالماء ليُصبح بحيرةً خسفيّة. يُمكن أن يحتوي محور منطقة الخسف صخوراً بركانية، وتَتَّسم معظم الصدوع - لكن ليس جميعها - بكثرة النشاط البركاني.
تحدث صدوع عميقةٌ عند مراكز مُعظم حيود أوساط المحيطات، حيث تُولد قشرة أرضية جديدة وغلافٌ صخري جديد نتيجة الحدود المتباعدة بين الصفائح التكتونية.
تنتج الخسوف الفاشلة عن تباعدٍ بين صفيحتين قارِّيَّتين فشل بأن يصل إلى نقطة تنفصل فيها الصفحيتان عن بعضهما البعض. في العادة، عندما يتسبَّب تباعد الصفيحتين بنفصالهما عن بعضهما ينتج ملتقى ثلاثيٌّ تلتقي فيه الخسوف المتوسِّعة بنقطة ساخنة. عادة ما يتحوَّل اثنان من هذه الخسوف إلى خسوفٍ بأرضية المُحيط، بينما يفشل الأخير بأن يتابع انفصاله.